# Missa de Barcelona

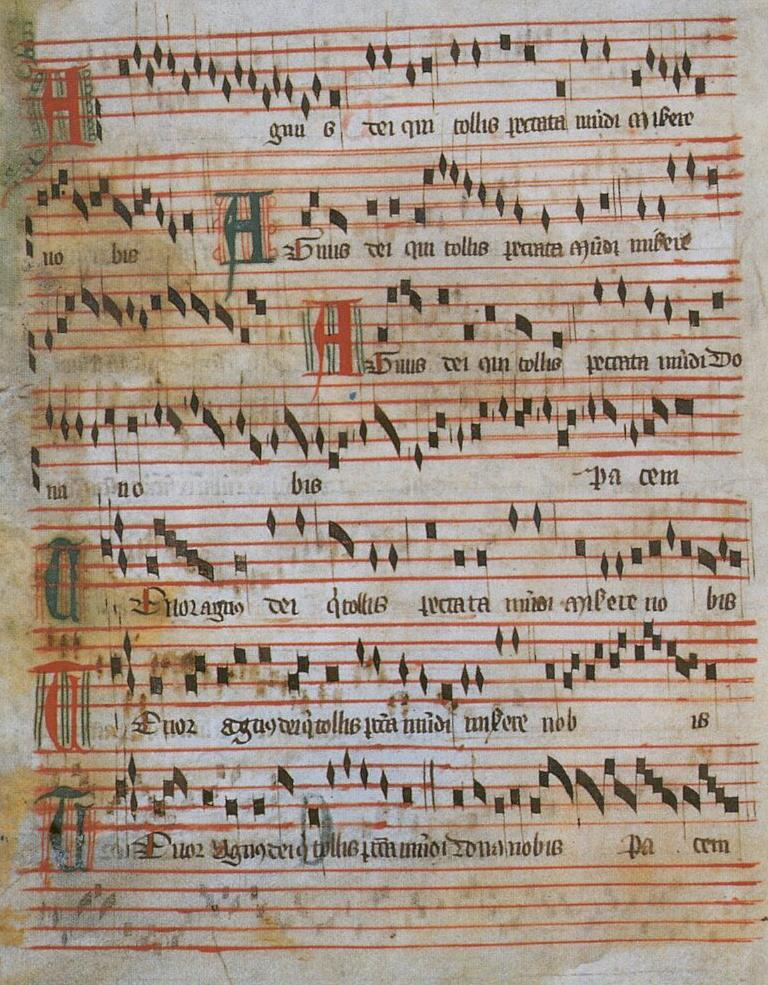
Agnus Dei da Missa de Barcelona.

A Missa de Barcelona é uma coleção de trechos de missa independentes reunidos por um copista não identificado para formar um ordinário completo, com um Kyrie, um Gloria, um Credo, um Sanctus e um Agnus Dei.
O manuscrito que preserva a coleção completa foi descoberto em 1925 pelo musicólogo Higinio Anglés, e hoje é preservado como o Manuscrito 971 da Biblioteca da Catalunha, na cidade de Barcelona, e daí vem o apelido da obra, mas seções avulsas foram registradas em vários outros manuscritos.
As seções foram produzidas em data indeterminada, mas sua caracterização estilística como exemplos da Ars subtilior as situa no fim do século XIV. Somente o Credo traz o nome do autor, Sortis ou Sortes, que tem sido identificado com Steve de Sort, cantor e organista que serviu nas cortes do rei João I de Castela e depois do rei Martim I de Aragão. É quase certo que o Manuscrito 971 foi produzido para a capela de Martim I. Seu estilo e a existência de seções em manuscritos associados à escola musical que floresceu na corte papal de Avinhão sugere a possibilidade de autores não-espanhóis para algumas partes.
A missa é um dos mais antigos exemplos de um ordinário musicado completo, e é a única coleção de peças Ars subtilior espanholas que entrou no repertório contemporâneo e na historiografia sobre a evolução da arte polifônica. Tem sido considerada um exemplo de transição entre a Missa de Notre Dame de Guillaume de Machaut e o modelo da missa cíclica polifônica cultivado no século XV, onde um tema unifica todos os seus movimentos. Neste caso não existe realmente um tema definido unificador, mas as seções guardam alguma coerência entre si. Todas as partes são para três vozes, salvo o Agnus Dei, para quatro. A técnica de composição varia a cada seção, empregando o discantus (Gloria e Credo) — onde a voz superior é florida e carrega o texto, enquanto as outras são pouco movimentadas e não trazem texto, mas apenas vocalises — e o moteto (no Sanctus) — com duas vozes ativas com texto e uma voz de baixo estática e sem texto. Nas seções Kyrie e Agnus Dei as técnicas são usadas alternadamente ou sem uma definição clara.